# Sheepwash Channel
Der Sheepwash Channel ist ein schiffbarer Kanal in der Stadt Oxford, England, und verbindet die Themse im Westen und den Castle Mill Stream im Osten. Im Norden liegen Cripley Meadow und Fiddler’s Island. Im Süden liegen Osney Island und die Botley Road.
Die Cherwell Valley Line und die Cotswold Line überqueren den Kanal nördlich des Bahnhofs von Oxford auf der Sheepwash Channel Railway Bridge. Etwas östlich davon lag die Rewley Road Swing Bridge, eine Drehbrücke für die ehemalige Buckinghamshire Railway Line der London and North Western Railway, die den Bahnhof Oxford Rewley Road, am Ort der heutigen Saïd Business School bediente. Die Rewley Road Bridge überquert ebenfalls den Sheepwash Channel.
Das Isis Lock liegt etwas nördlich des östlichen Endes des Sheepwash Channel und verbindet den Castle Mill Stream und den Oxford-Kanal. Am westlichen Ende führt eine Fußgängerbrücke über den Kanal, über die der Themsepfad führt.